# Поворот сюжету (фільм)
«Поворот сюжету» («Sižeta pagrieziens») — радянський художній фільм 1988 року, знятий режисером Петерісом Криловсом на Ризькій кіностудії.

## Сюжет
Багато років тому Івар Андерсен, залишивши дружину та маленького сина, поїхав до Москви вчитися на кінорежисера. Після інституту він залишився працювати на одній із столичних студій. Коли йому виповнилося п'ятдесят, герой згадав про сім'ю і повернувся на батьківщину, де його пам'ятали, але ніхто вже не любив.

## У ролях
- Любомирас Лауцявічюс — Івар
- Юрате Онайтіте — Мілда
- Лембіт Ульфсак — Вент
- Яніс Калейс — Андрій
- Олена Камбурова — Анна
- Тамара Акулова — Ольга
- Інара Слуцька — Карина
- Гунта Віркава — лікар
- Егілс Шноре — епізод
- Індра Рога — Аніта
- Мара Кімеле — епізод
- Петеріс Петерсонс — епізод

## Знімальна група
- Режисер — Петеріс Криловс
- Сценарист — Валерій Баракін
- Оператор — Генріх Піліпсон
- Композитор — Петеріс Васкс
- Художник — Інара Антоне